# Рай

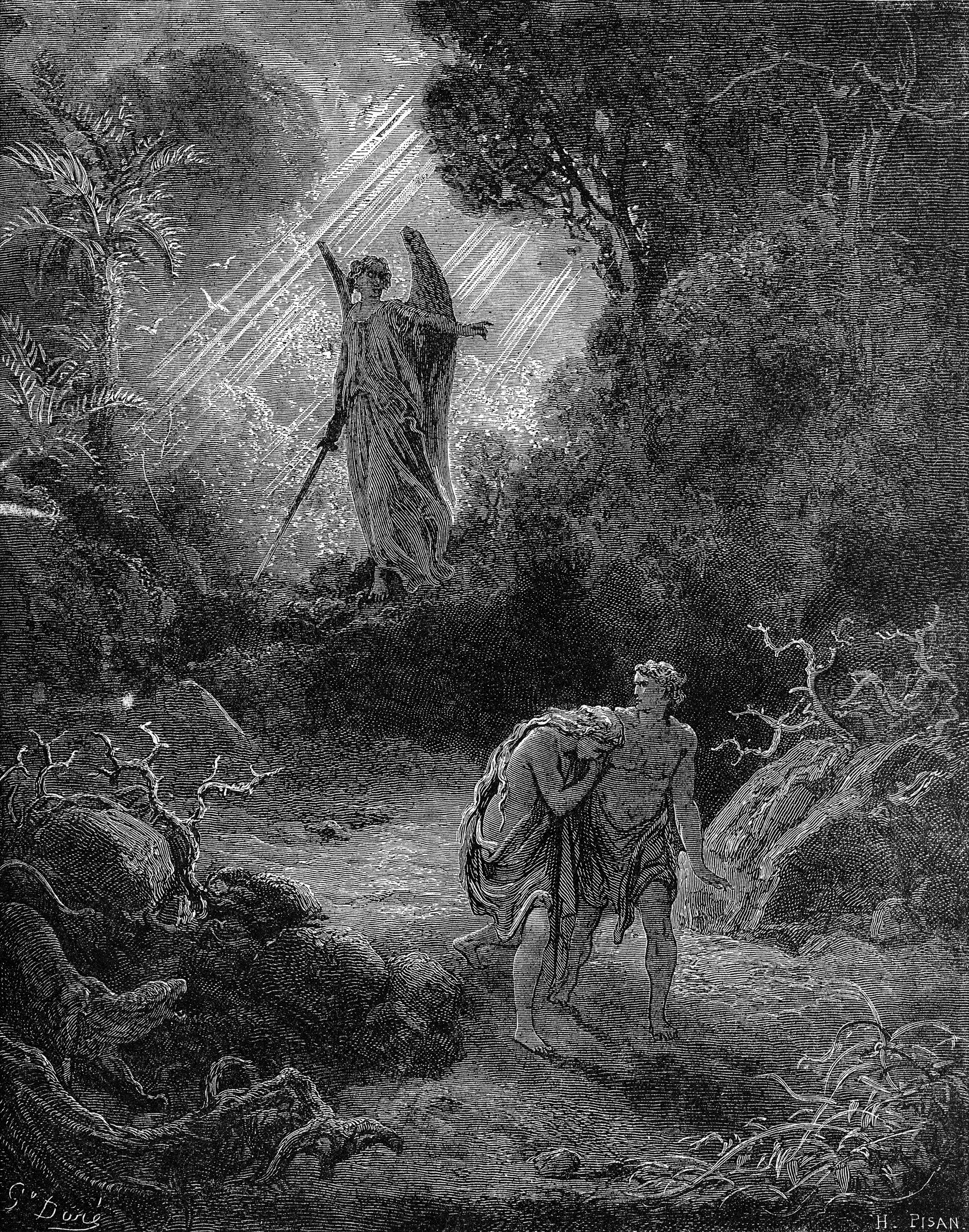
«Изгнание Адама и Евы из рая». Гравюра Гюстава Доре

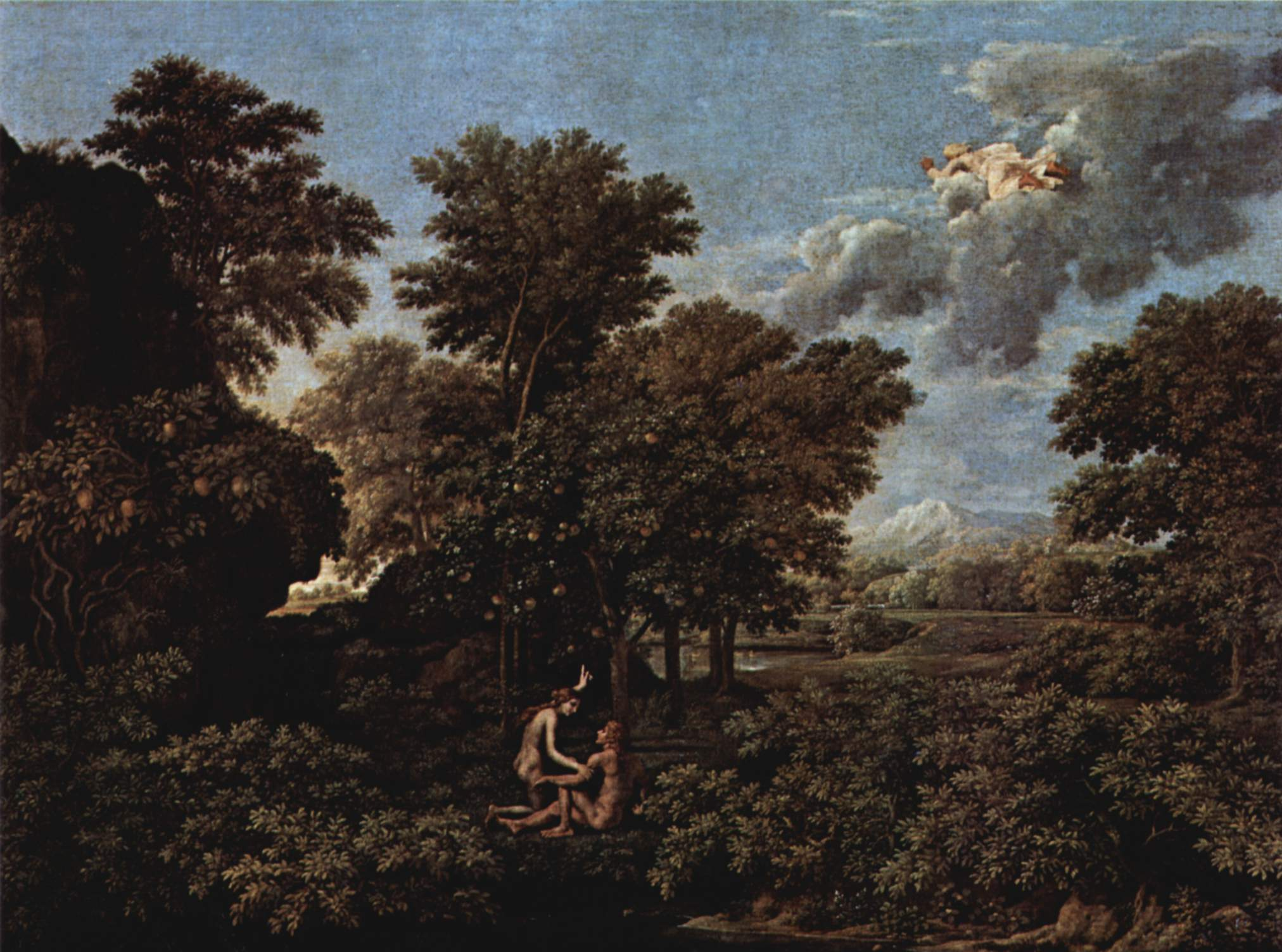
«Четыре сезона рая». Картина Николы Пуссена

Рай в религии обозначает место и/или состояние вечной совершенной жизни (бытия); место вечного счастья и наслаждений. Представления о рае в том или ином виде проистекают из мифологии древнейших культур мира и затем постепенно развиваются в различных видах политеистической религии, в зороастризме, иудаизме, христианстве, исламе.
В философских концепциях, таких как трансгуманизм, часто в художественной литературе, термин «рай» используется не в прямом смысле, не как место вечной жизни, а в переносном, как некое блаженное состояние в нынешней, земной жизни.
Понятия о рае формировались под влиянием религиозно-философских образов на протяжении всей истории человечества. Эти образы могут трактоваться как космогонические, так и эсхатологические или даже как те и другие сразу. Рай зачастую противопоставляется реальному миру со всеми его глобальными проблемами и невзгодами человеческой цивилизации: в раю есть только процветание и счастье, это земля удовлетворения без нужды, боли и конфликтов.
В эсхатологическом контексте рай представляется обителью умерших, при жизни соблюдавших добродетели. Например, в древнеегипетских верованиях рай — Иару, тростниковые поля идеальных охотничьих и рыболовных угодий, где мёртвые живут вечно после божественного суда. В христианском и исламском понимании Небеса — это «райское облегчение», освобождение от «бремени земного существования». Во многих религиях присутствует учение о рае как о совершенном, благодатном месте пребывания первых людей до грехопадения.
Тематика рая и ада всегда была весьма популярна в искусстве и литературе, особенно в эпоху Просвещения, одним из известных образцов литературных произведений того времени является поэма Джона Мильтона «Потерянный рай». Впоследствии он написал и поэму «Возвращённый рай».
Концепция рая подразумевает два понятия:
1. Рай изначальный — первозданное состояние человека в Эдеме, утраченное вследствие грехопадения;
2. Рай — эсхатологическое состояние, достигнутое преодолением разделения на рай и ад в конце времён (в каббале — в конце эволюции): Царство небесное, Элизий, тиккун, фрашо-керети, мокша.

## Мифология
В античной мифологии
См. Элизиум
В славянской мифологии
См. Ирий (вырий)
В армянской мифологии
См. Драхт
В германо-скандинавской мифологии
См. Вальхалла
В египетской мифологии
Иару — рай Осириса, расположенный на западе, конечная цель души после смерти, достичь которой можно лишь после путешествия в солнечной ладье и после прохождения испытания в зале суда Осириса.
В грузинской мифологии
Зесхнели — обитель высших существ, делящаяся на семь небес, из которых седьмое и наивысшее — место пребывания Творца вселенной (Гмерти), его первых творений (хвтисшвили) и душ праведников.

## В Ветхом Завете
При сотворении мира Бог поместил человека в земном раю:

И насадил Господь Бог рай в Едеме на востоке, и поместил там человека, которого создал. И произрастил Господь Бог из земли всякое дерево, приятное на вид и хорошее для пищи, и дерево жизни посреди рая, и дерево познания добра и зла. Из Едема выходила река для орошения рая; и потом разделялась на четыре реки. Имя одной Фисон: она обтекает всю землю Хавила, ту, где золото; и золото той земли хорошее; там бдолах и камень оникс. Имя второй реки Гихон [Геон]: она обтекает всю землю Куш. Имя третьей реки Хиддекель [ Тигр ]: она протекает пред Ассириею. Четвёртая река Евфрат. И взял Господь Бог человека, [которого создал,] и поселил его в саду Едемском, чтобы возделывать его и хранить его. И заповедал Господь Бог человеку, говоря: от всякого дерева в саду ты будешь есть, а от дерева познания добра и зла не ешь от него, ибо в день, в который ты вкусишь от него, смертью умрёшь.
— Быт. 2:8—17
Библейская энциклопедия архимандрита Никифора предполагает, что географически «… страна Едемская и Рай находились в местности лежащей близ рек Тигра и Евфрата».
В раю Бог даёт человеку власть над всеми стихиями и живыми существами:

И сказал Бог: сотворим человека по образу Нашему [и] по подобию Нашему, и да владычествуют они над рыбами морскими, и над птицами небесными, [и над зверями,] и над скотом, и над всею землёю, и над всеми гадами, пресмыкающимися по земле. И сотворил Бог человека по образу Своему, по образу Божию сотворил его; мужчину и женщину сотворил их. И благословил их Бог, и сказал им Бог: плодитесь и размножайтесь, и наполняйте землю, и обладайте ею, и владычествуйте над рыбами морскими [и над зверями,] и над птицами небесными, [и над всяким скотом, и над всею землёю,] и над всяким животным, пресмыкающимся по земле.
— Быт. 1:26—28

Господь Бог образовал из земли всех животных полевых и всех птиц небесных, и привёл [их] к человеку, чтобы видеть, как он назовёт их, и чтобы, как наречёт человек всякую душу живую, так и было имя ей. И нарёк человек имена всем скотам и птицам небесным и всем зверям полевым;
— Быт. 2:19—20
Также в раю первому человеку Адаму была сотворена помощница — жена Ева:

И сказал Господь Бог: не хорошо быть человеку одному; сотворим ему помощника, соответственного ему… И навёл Господь Бог на человека крепкий сон; и, когда он уснул, взял одно из рёбер его, и закрыл то место плотию. И создал Господь Бог из ребра, взятого у человека, жену, и привёл её к человеку. И сказал человек: вот, это кость от костей моих и плоть от плоти моей; она будет называться женою, ибо взята от мужа [своего]. Потому оставит человек отца своего и мать свою и прилепится к жене своей; и будут [два] одна плоть. И были оба наги, Адам и жена его, и не стыдились.
— Быт. 2:18…21—25
Обитающие в нём первые люди: Адам и Ева имели непосредственное общение с Богом и согласно Библии были безгрешны вследствие чего должны были жить вечно, имея доступ к Дереву жизни (Быт. 3:22). В раю был только один запрет: нельзя было вкушать плодов от Древа познания добра и зла. За нарушение этого запрета Богом было предусмотрено наказание — смерть (Быт. 2:16, 17).

### Грехопадение и его последствия
Вкусив плоды с дерева познания первые люди совершили грех, нарушив ясный запрет Бога (Быт. 3:1—13), в результате чего они утратили совершенство, потеряли хорошие отношения с Богом, вечную жизнь, были изгнаны из рая, стали болеть, стареть и умирать:

Жене сказал: умножая умножу скорбь твою в беременности твоей; в болезни будешь рождать детей; и к мужу твоему влечение твоё, и он будет господствовать над тобою. Адаму же сказал: за то, что ты послушал голоса жены твоей и ел от дерева, о котором Я заповедал тебе, сказав: не ешь от него, проклята земля за тебя; со скорбью будешь питаться от неё во все дни жизни твоей; терния и волчцы произрастит она тебе; и будешь питаться полевою травою; в поте лица твоего будешь есть хлеб, доколе не возвратишься в землю, из которой ты взят, ибо прах ты и в прах возвратишься.
— Быт. 3:16—19
Люди потеряли возможность непосредственного общения с Богом, вечную жизнь в совершенной природе, стали подвержены греху, болезням, страданиям и смерти, утратили доступ к Дереву жизни:

И сделал Господь Бог Адаму и жене его одежды кожаные и одел их.
И сказал Господь Бог: вот, Адам стал как один из Нас, зная добро и зло; и теперь как бы не простёр он руки своей, и не взял также от дерева жизни, и не вкусил, и не стал жить вечно. И выслал его Господь Бог из сада Едемского, чтобы возделывать землю, из которой он взят. И изгнал Адама, и поставил на востоке у сада Едемского Херувима и пламенный меч обращающийся, чтобы охранять путь к дереву жизни.
— Быт. 3:21—24

## В христианстве

### Рай обретённый
В христианстве раскрывается новый смысл рая как «Царства небесного», якобы уготованного от начала мира, утраченного из-за грехопадения людей и вновь открытого всем людям в результате победы Иисуса Христа над адом. Изначальное прошлое и конечное будущее соединяются в идее рая. На первоначальном, утерянном райском состоянии нельзя остаться — рай в конце мирового процесса есть несколько иной. Это рай после познания греха, страданий и испытаний, в которых раскрываются бесконечная милость Бога и «немощь» человека. Можно даже сказать, что это рай после ада, после опыта зла и свободного отвержения ада. Святые наследуют рай после земной смерти и воскресения в новом мироздании, не зная ни болезней, ни печалей, ни воздыхания, ощущая непрестанную радость и блаженство.
Диалектика понятий о рае и свободе раскрыта Ф. М. Достоевским, ей он посвятил произведения «Сон смешного человека», «Сон Версилова» и «Легенда о Великом Инквизиторе». Достоевский здесь выражает мнение некоторых людей своего времени, полагавших, что в раю нет места человеческой свободе и что свобода якобы возможна в грехе и отпадении от Бога, хотя Православная церковь называет это рабством дьяволу. Литературный персонаж не может примириться ни с тем раем, который ещё не знает испытания свободы, не прошёл ещё через свободу, ни с тем раем, который после всех испытаний будет организован принудительно, без свободы человеческого духа. Для него приемлем только рай, прошедший через свободу, которого свобода возжелала. Принудительный рай в прошлом и принудительный рай в будущем был предметом ужаса Достоевского, был для него соблазном антихриста. Ибо Христос есть прежде всего свобода.

### В Новом завете
Всё Евангелие утверждает, что рай там, где Иисус Христос (Мф. 17:1–6, Мк. 9:1–8, Лк. 9:28–36).
Господи! хорошо нам здесь быть; сделаем три кущи: Тебе одну, Моисею одну, и одну Илии. Ибо не знал, что сказать…

Ученики обрадовались, увидев Господа. Иисус же сказал им вторично: мир вам!
— Ин. 20:20—21
Далее Новый завет даёт о рае следующие сведения:
- в рай вступил распятый с Иисусом Христом «благоразумный разбойник» (Лк. 23:43), но библеист Хонг пишет об использовании запятой в данном стихе и влиянии места запятой на смысл стиха[10] (того же мнения придерживаются и адвентисты седьмого дня).
- «он был восхищен в рай» (2Кор. 12:4)
- «побеждающему дам вкушать от древа жизни, которое посреди рая Божия.» (Отк. 2:7)
- о нём Иисус Христос говорил апостолам: «в доме Отца Моего обителей много… иду приготовить место вам» (Ин. 14:2), а апостол замечал: «когда земной наш дом, эта хижина, разрушится, мы имеем от Бога жилище на небесах, дом нерукотворённый, вечный» (2Кор. 5:1). Исторические церкви считают, что данные стихи о рае, но слово «рай» в них не упоминается.

#### Царство Небесное
Ца́рство Небе́сное — обитель праведников, кающихся и искупленных (спасённых) грешников, воссоединённых с Богом для вечной жизни.

#### Небесный Иерусалим
Небесный Иерусалим — видение будущего рая, описанное в Откровении Иоанна Богослова: «И я, Иоанн, увидел святой город Иерусалим, новый, сходящий от Бога с неба, приготовленный как невеста для мужа своего. Он имеет большую и высокую стену, имеет двенадцать ворот и на них двенадцать Ангелов… Улица города — чистое золото, как прозрачное стекло. Ворота его не будут запираться днём, а ночи там не будет. Среди улицы его и по ту и по другую сторону реки, древо жизни, двенадцать раз приносящее плоды, дающее на каждый месяц плод свой; и листья дерева — для исцеления народов. И ничего не будет проклятого; но престол Бога и Агнца будет в нём, и рабы Его будут служить Ему. И узрят лицо Его, и имя Его будет на челах их. И ночи не будет там, и не будут иметь нужды ни в светильнике, ни в свете солнечном, ибо Господь Бог освещает их; и будут царствовать во веки веков» (Апок. 21:2;12;21;25; 22:2-5).

### В богословском толковании
В понимании церкви небесный рай, в котором обитают души праведников, есть ближайшая к земле небесная обитель или «первое небо»; за ним, выше, есть ещё небеса (Откр. 6:9; 7:9; 4:4). Климент Римский говорит об апостоле Петре, что он по смерти «отошёл в место славы», о Павле — что он «по кончине отошёл в место святое».
Поликарп Смирнский говорит об Игнатии Антиохийском и других мучениках, что они «пребывают в подобающем месте у Господа». Ириней Лионский замечает, что «преложенные (то есть умершие на земле праведники) преложены в рай, ибо рай приготовлен для людей праведных и духовных».
Согласно Ефрему Сирину, все праведники водворяются в обществе радости, где нет плача и воздыханий, а одно радование. Там они могут видеть «мысленное Солнце» (то есть Бога), светом которого озаряясь наслаждаются неисчерпаемыми дарами Божиими. Но Афанасий Великий замечает:

«Вопрос, где находятся отшедшие души — вопрос чудный и дивный, сокрытый от людей; Бог не соизволил, чтобы кто-нибудь возвратился к нам оттуда и рассказал, где и как пребывают души, отшедшие от нас».

В учении Отцов Церкви души святых в небесных райских обителях не в одинаковой степени пользуются их блаженствами, но различно, соответственно их достоинству; некоторые (Григорий Богослов, Иоанн Златоуст и др.) прибавляют, что святые, находящиеся в небесном раю, молятся как об умерших, не достигших праведности, так и о живущих ещё на земле.
Раздел богословия, рассматривающий вопросы восстановления рая в конце времён — Христианская эсхатология.

### Рай и лоно Авраамово
Иларий Пиктавийский, Григорий Нисский и другие говорят о «лоне Авраамовом» в раю как о месте общения с ангелами и душами святых, где предвкушается вечное блаженство, которое наступит после всеобщего воскресения и страшного суда. При этом Ипполит и Тертуллиан отличают рай, или небо, как специальное место селения мучеников и пророков от лона Авраамова как селения праведников.

### Образы в религиозной традиции
К наиболее древним сказаниям о рае относится мученичество святой Перпетуи (ум. в 203 году). В нём рай небесный в первый раз описывается как обширный прекрасный сад, наполненный дивными древами, благоухающими цветами и чудно поющими птицами. В дальнейших, более подробных описаниях рая ему приписываются характеристики всего прекрасного, что мог найти человек в природе.
Для христианского искусства рай с самого начала был одним из излюбленных предметов изображения, во фресках, на саркофагах, в мозаиках катакомб, равно как вообще в живописи.

## В исламе
Тем, которые уверовали в знамения Аллаха, повиновались Ему и предались Ему, ۝ будет сказано в День воскресения почтительно: "Войдите в рай, ликуя, вы и ваши жёны, где ваши лица будут сияющими от счастья". ۝ Когда они войдут в рай, их будут обносить золотыми блюдами и чашами с разной едой и напитками. Им в раю уготовано всё, что пожелают души и что усладит очи. И чтобы их радость была полной, им будет сказано: "В этом блаженстве вы пребудете вечно!" ۝ И чтобы они чувствовали полную милость, им скажут: "Это и есть рай, в который вы вошли в воздаяние за ваши добрые деяния в земной жизни. ۝ В раю для вас – изобилие фруктов разных видов и сортов, которыми вы будете наслаждаться".
الَّذِينَ آمَنُوا بِآيَاتِنَا وَكَانُوا مُسْلِمِينَ
ادْخُلُوا الْجَنَّةَ أَنْتُمْ وَأَزْوَاجُكُمْ تُحْبَرُونَ
يُطَافُ عَلَيْهِمْ بِصِحَافٍ مِنْ ذَهَبٍ وَأَكْوَابٍ ۖ وَفِيهَا مَا تَشْتَهِيهِ الْأَنْفُسُ وَتَلَذُّ الْأَعْيُنُ ۖ وَأَنْتُمْ فِيهَا خَالِدُونَ
وَتِلْكَ الْجَنَّةُ الَّتِي أُورِثْتُمُوهَا بِمَا كُنْتُمْ تَعْمَلُونَ
لَكُمْ فِيهَا فَاكِهَةٌ كَثِيرَةٌ مِنْهَا تَأْكُلُونَ
В исламской эсхатологии для обозначения рая также употребляются слова джа́ннат («сады») ан-на’им («благодать»), аль-фирдаус («рай») и другие. Согласно исламской догматике, после Судного дня верующие попадут в рай, а неверующие будут вечно пребывать в аду. В раю люди будут вечно наслаждаться благами, уготованными им Аллахом. Главной наградой для обитателей рая будет созерцание Господа. Аллах создал рай и ад до сотворения творений, и они не будут уничтожены. Рай охраняют ангелы во главе с ангелом, которого зовут Ридван.
Рай имеет огромные размеры и несколько уровней для различный категорий праведников. В нём будет ни холодно и ни жарко. Он создан из серебряных и золотых кирпичей с ароматным запахом мускуса. В хадисах упоминается райское дерево Туба и множество других деревьев, стволы которых состоят из золота. В Коране упоминаются деревья «тальх» (акация), «увешанное плодами», и «сидр» без обычных для них шипов. Венчает рай дерево «сидрат аль-мунтаха» (лотос крайнего предела).
Коранический рай — это тенистые сады с многочисленными источниками, каналами и прудами. В раю имеются четыре сада (Адн, Фирдаус, Мава и Наем) и четыре реки (Сальсабиль, Тасмим, Маин и Каусар). На самом верхнем уровне находится Фирдаус, выше которого уже начинается Арш — Трон Аллаха. Иногда различные названия рая трактуются как названия разных его частей. В райских реках текут вода, молоко, райское вино и мёд. Среди водоёмов особо выделяется Каусар, предназначенный специально для пророка Мухаммада и в который стекаются все райские реки.
В исламском предании имеются сведения о том, что все обитатели рая получат то, что невозможно себе представить и описать словами. Исламские богословы (улемы) считают, что описания в Коране и сунне рая и ада отражают лишь приблизительные представления на уровне человеческих понятий, а их истинная сущность непостижима и будет прояснена только после Божьего Суда. Все представления о загробной жизни принимаются мусульманами к сведению с оговоркой того, что истинная сущность всего этого известна только Аллаху.
Коранические образы райских наслаждений широко использовались в проповеднических целях (дават). В современных проповедях ислама конкретная образность рая переплетается с символическим толкованием, а выдвижение на первый план различных аспектов зависит от аудитории и задач. Антиисламская пропаганда использует те же образы в качестве доказательства «безнравственности» и «грубости» ислама.
В Коране также упоминается лицезрение Аллаха: «Лица в тот день сияющие, на Господа их взирающие». Суннитские богословы (улемы) считают обязательным верить в то, что праведники увидят Аллаха в раю (без образа, без места и без направления). В сборниках хадисов аль-Бухари, Муслима, Абу Давуда и ат-Тирмизи приводятся хадисы, в котором говорится: «Вы будете видеть вашего Господа так, как вы видите луну, и никаких затруднений вам в этом не будет. И не будет никаких преград между Ним и вами». Возможность лицезрения Аллаха будет вершиной райских благ.
В раю будут пребывать праведники в возрасте 33 лет, которые не будут испытывать никаких проблем и трудностей. Они не будут пустословить и грешить.
Кораническое описание рая породило несколько богословских проблем, среди которых вопрос о его сотворённости и времени творения. Согласно распространившемуся суннитскому представлению, рай сотворён и существует, но основная часть райских наслаждений будет дарована только после Судного дня. Конкретная чувственность коранических описаний рая часто смущала исламских богословов. Некоторые из них ставили вопрос о возможности их символического толкования и рассуждали о преобладании интеллектуальных и духовных наслаждений над телесными.
В основы суннитского вероубеждения вошло положение, что главным наслаждением праведников в раю будет «лицезрение Аллаха». В отличие от суннитов, мутазилиты отрицали всякую возможность созерцать Бога, однако большинство суннитов подчёркивают реальность созерцания Бога, не уточняя, говоря при этом, что Бог ни на кого, ни на что не похож и жители рая будут видеть его без образа и не в каком-либо направлении.

## В индуизме и буддизме
В буддизме понятие рая отличается от нирваны — в раю находятся те, кто заслужил его в силу благой кармы. Но пребывание там не вечно — по мере исчерпания благой кармы существо может родиться в иных мирах. Нирвана не считается раем — это принципиально иное состояние блаженства и отрешённости, непривязанности, в которое «вступают» Будды. Согласно учению Будды рай может быть утерян (благая карма исчерпывает себя), в то время как нирвана (пали: ниббана) не может быть утрачена — постигший Учение Будды и пребывающий в нирване уже не может утерять её.
В индуизме понятие рая разнится в зависимости от той или иной формы индуизма. Так кришнаиты (вайшнавы) полагают, что праведные и преданные Кришне адепты будут находиться и наслаждаться общением с ним (с Кришной) на Кришналоке — (санскр. «Кришналока» — «мир Кришны».) Шиваиты считают, что именно Шива является Верховным Богом и соответственно они будут взяты в мир Шивы, где будут практиковать йогу и мистические совершенства (сиддхи). Свой подход к этим вопросам у тантриков (кула и др. школы) и индуистов иных направлений.

## В философии
Рай в начале есть первоначальная цельность, не знающая отравы сознания, отравы различения и познания добра и зла. В этот рай нет возврата. И этот рай не знает свободы, которой мы так дорожим как высшим своим достоинством. Рай в конце предполагает, что человек уже прошёл через обострение и раздвоение сознания, через свободу, через различение и познание добра и зла. Этот рай означает новую цельность и полноту после раздвоения и раздроблённости.
— Николай Бердяев

## В искусстве

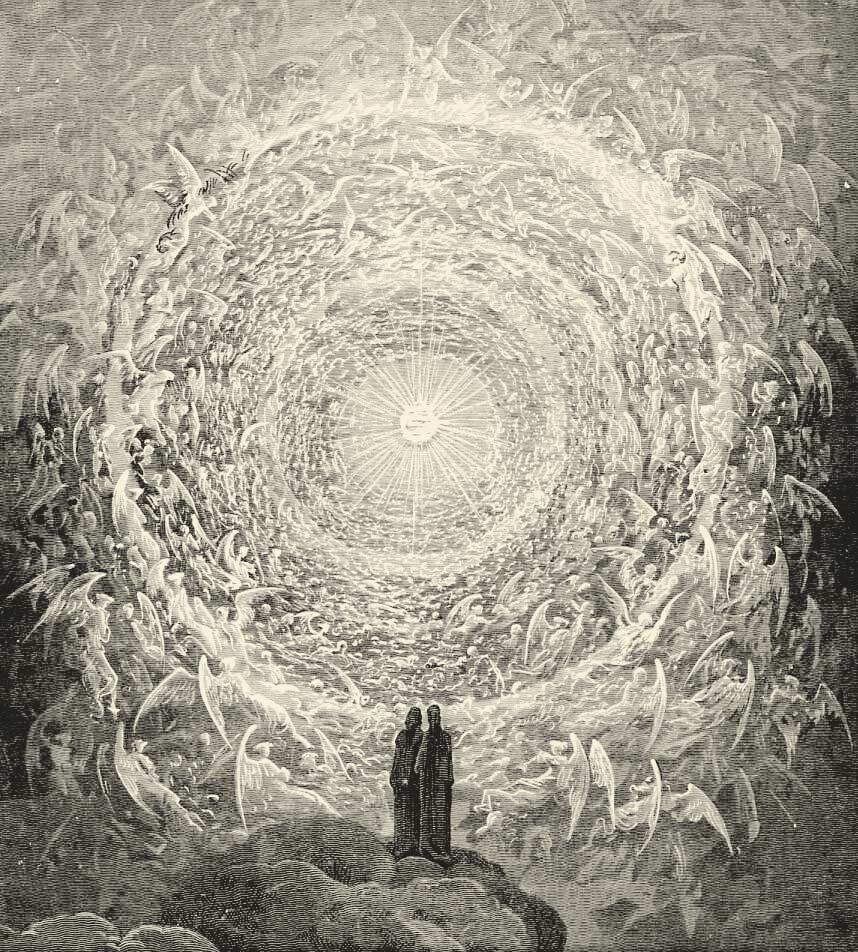
Данте и Беатриче у последнего круга рая.

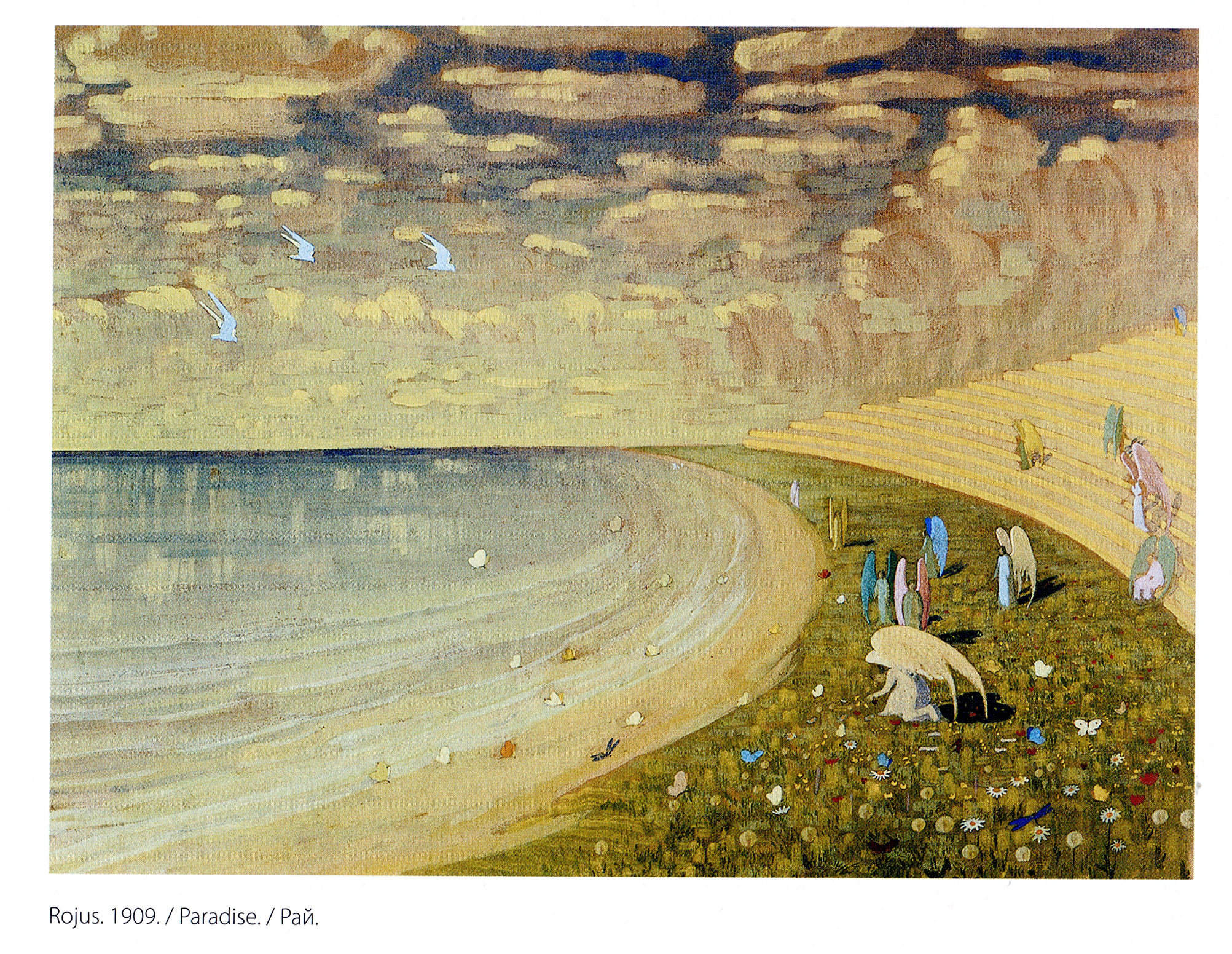
Чюрлёнис. Рай. 1909 г.

### В поэзииДанте
- 1 небо (Луна) — обитель соблюдающих долг.
- 2 небо (Меркурий) — обитель реформаторов и невинно пострадавших.
- 3 небо (Венера) — обитель влюблённых.
- 4 небо (Солнце) — обитель мудрецов и великих учёных.
- 5 небо (Марс) — обитель воителей за веру.
- 6 небо (Юпитер) — обитель справедливых правителей.
- 7 небо (Сатурн) — обитель богословов и монахов.
- 8 небо (сфера звёзд) — обитель «торжествующих».
- 9 небо (Перводвигатель) — кристальное небо.
- 10 небо (Эмпирей) — Пламенеющая Роза и Лучезарная Река — обитель Божества.

### Кинематограф
- Рай — фильм Стюарта Гилларда (1982).
- Рай — фильм Мэри Агнес Донохью (1991).
- Рай — фильм Амоса Гитаи (2001 год).
- Рай — фильм Тома Тыквера (2002).
- Небеса реальны — фильм Рэндалла Уолласа (2014)
- Рай — фильм Андрея Кончаловского (2016).

### Другое
- Песня «Рай».
- Песня «Семь планет» (2001) группы Ногу свело.
- Песня «Слева по борту рай» Олега Медведева.